# Orlec
Orlec je najveće cresko naselje u unutrašnjosti otoka. Administrativno, naselje pripada gradu Cresu.

## Zemljopisni položaj
Nalazi se sjeveroistočno od Vranskog jezera, na nadmorskoj visini od oko 235 metara.
Najbliža naselja su Loznati (4 km sjeverno), Valun (5 km sjeverozapadno) i Vrana (5 km južno).

## Stanovništvo
Prema popisu iz 2001. godine, naselje ima 122 stanovnika.
| broj stanovnika | 305   | 307   | 313   | 334   | 356   | 381   | 449   | 453   | 425   | 400   | 382   | 309   | 241   | 148   | 122   | 92    | 88    |
|                 | 1857. | 1869. | 1880. | 1890. | 1900. | 1910. | 1921. | 1931. | 1948. | 1953. | 1961. | 1971. | 1981. | 1991. | 2001. | 2011. | 2021. |

## Povijest
Nastalo je u 16. stoljeću, a njegovi stanovnici se oduvijek bave stočarstvom.
Talijanski fašisti su Orlec preimenovali u Aquilonia (orao = tal. aquila).

## Gospodarstvo
Sunčana elektrana Cres, čija gradnja je trebala započeti jeseni 2019. a gotova travnja 2020. godine. Radovi na gradnji započeli su 23. lipnja 2020. i trebali bi biti gotovi do kraja godine.

## Vanjske poveznice
- Grad Cres: Naselja na području grada Cresa